# Mônaco nos Jogos Olímpicos de Verão de 1920
Mônaco participou dos Jogos Olímpicos de Verão de 1920 em Antuérpia, Bélgica. Não ganhou medalhas.